# Hypodoxa multicolor
Hypodoxa multicolor là một loài bướm đêm trong họ Geometridae.